# Armadilloniscus quadricornis
Armadilloniscus quadricornis is een pissebed uit de familie Detonidae. De wetenschappelijke naam van de soort is voor het eerst geldig gepubliceerd in 1970 door Vandel.